# Pakistans Billie Jean King Cup-lag
 Pakistans Billie Jean King Cup-lag representerar Pakistan i tennisturneringen Billie Jean King Cup, och kontrolleras av Pakistans tennisförbund. 

## Historik
Pakistan deltog första gången 1997. Bästa resultat är tredjeplatsen i Grupp II 1999. 2011 deltog Pakistan för första gången sedan år 2000.  Pakistan slutade sexa i Asien-Oceanienzonens Grupp II och representerades av toppspelare som Sara Mahboob, Saba Aziz, Sara Mansoor och Ushna Suhail.

### Fotnoter
1. ↑  https://archive.is/20120525164218/www.dailytimes.com.pk/default.asp?page=2011%5C01%5C06%5Cstory_6-1-2011_pg2_6
2. ↑  ”Pakistan finish sixth in Fed Cup Tennis”. The nation - Sports. Nawaiwaqt Group of News Papers. 6 februari 2011. Arkiverad från originalet den 11 februari 2011. https://web.archive.org/web/20110211035234/http://nation.com.pk/pakistan-news-newspaper-daily-english-online/Sports/06-Feb-2011/Pakistan-finish-sixth-in-Fed-Cup-Tennis. Läst 2 juni 2011.